# روبرت إي. كوين
روبرت إي. كوين (بالإنجليزية: Robert E. Quinn)‏ هو محامي وقاضي وضابط أمريكي، ولد في 2 أبريل 1894 في ويست وارويك في الولايات المتحدة، وتوفي بنفس المكان في 19 مايو 1975.

## وصلات خارجية
- روبرت إي. كوين على موقع إن إن دي بي (الإنجليزية)